# Fermín Emilio Lafitte
Fermín Emilio Lafitte (Peyrun, Francia; 2 de noviembre de 1888 - Buenos Aires, Argentina; 8 de agosto de 1959) fue un sacerdote y arzobispo francés afincado en Argentina, que se desempeñó como arzobispo de Córdoba, entre 1934 a 1958  y arzobispo de Buenos Aires, en 1959, cuando falleció.

## Biografía
Fermín Lafitte fue Obispo de Córdoba entre 1927 y 1934, y Arzobispo de Córdoba desde 1934 hasta 1958,  año en que el Papa Pío XII lo designó Arzobispo Coadjutor de Buenos Aires.
En 1955 apoyó el golpe de Estado autodenominado Revolución Libertadora que derrocó al presidente Juan Domingo Perón; impulsó en los días previos al golpe los comandos civiles, que —si bien no jugaron un papel militar relevante— combatieron contra las tropas leales al gobierno constitucional del presidente Perón en Alta Córdoba, y mantuvieron escaramuzas ocupando a través de asaltos los edificios públicos, constituyendo un factor de enlace permanente con los militares golpistas. Solo en Córdoba estos comando causaron más de 27 muertos en los tres días previos al 16 de septiembre de 1955, en su mayoría civiles peronistas que protestaban a favor del mantenimiento del orden constitucional. Tras el triunfo del Golpe de Estado, Lafitte organizó un Te Deum y una cena en el palacio arzobispal para celebrar la instauración del régimen militar, donde fueron agasajados los jefes de los comandos civiles, quienes obsequiaron a Lafitte utensilios de oro y plata del siglo XVII que habían sido robados del Cabildo de Córdoba durante la toma por parte de los sublevados.
Por imposición de los dictadores Pedro Eugenio Aramburu y de Isaac Rojas, Lafitte fue nombrado primer titular del vicariato castrense, luego de ser organizador de los comandos civiles que actuaron en el golpe militar de 1955.
En 1956, el mismo Papa lo nombró Administrador Apostólico "Sede Plena" de la Arquidiócesis de Buenos Aires, cuyo Arzobispo era el cardenal Santiago Copello. [cita requerida]En ocasión de la revolución peronista de ese año, tras ser derrotados los líderes revolucionarios - entre ellos el general Juan José Valle - el líder radical Arturo Frondizi solicitó en una entrevista con Lafitte su intercesión para evitar la ejecución de los oficiales rebeldes vencidos, a lo que el Administrador Apostólico respondió que "La caridad no puede impedir la justicia". Los jefes derrotados fueron ejecutados.
En 1958, el mismo Pontífice trasladó a Lafitte a la Arquidiócesis de Buenos Aires, con el cargo de Arzobispo Coadjutor con derecho a sucesión; retenía también el cargo de Administrador Apostólico. En su sede de Córdoba fue reemplazado por monseñor Ramón José Castellano.
El 26 de mayo de 1959 el papa Juan XXIII designó al cardenal Copello al frente de la Cancillería Apostólica. El cargo de Arzobispo de Buenos Aires no quedó vacante, ya que pasó automáticamente a serlo monseñor Lafitte. Simultáneamente fue nombrado obispo castrense, esto es, obispo con jurisdicción especial sobre las personas de los miembros de las Fuerzas Armadas.
Entre las escasas iniciativas que alcanzó a llevar adelante se contó la celebración del centenario del inicio de las relaciones diplomáticas oficiales entre la República Argentina y la Santa Sede.
Duró en su cargo menos de tres meses, ya que falleció en Buenos Aires el 8 de agosto del mismo año. Su muerte sucedió cuando se disponía a dar misa en una visita a la Escuela Naval, las tropas estaban formadas y sonaba el clarín cuando Lafitte se sintió súbitamente mareado; murió diez minutos después.
Sus restos reposan en la Catedral Metropolitana de la Ciudad de Buenos Aires. Una plaza en el barrio de Monte Castro (Buenos Aires) recuerda a este efímero arzobispo porteño.

## Sucesión
| Predecesor: Santiago Luis Copello        | Arzobispo de Buenos Aires 1959-1959 | Sucesor: Antonio Caggiano      |
| Predecesor: Zenón Bustos Ferreyra O.F.M. | Arzobispo de Córdoba [1] 1934-1958  | Sucesor: Ramón José Castellano |